# Araneus papulatus
Araneus papulatus este o specie de păianjeni din genul Araneus, familia Araneidae. A fost descrisă pentru prima dată de Thorell, 1887. Conform Catalogue of Life specia Araneus papulatus nu are subspecii cunoscute.